# Gare de Shinonome (Préfecture de Kyoto)
Pour les articles homonymes, voir Shinonome.
La gare de Shinonome (東雲駅 , Shinonome-eki) est une gare ferroviaire localisée dans la ville de Maizuru, dans la préfecture de Kyoto, au Japon. La gare est exploitée par la compagnie Kyoto Tango Railway, sur la ligne Miyazu. Cette gare est également surnommée 安寿の里駅 (Anju no sato-eki).

## Service des voyageurs

### Desserte
La gare de Shinonome est une gare disposant de deux quais et de deux voies
| N° de voie | Ligne        | Direction     |
| ---------- | ------------ | ------------- |
| 1          | ▆ KTR Miyazu | Miyazu        |
| 2          | ▆ KTR Miyazu | Nishi-Maizuru |

| Kyoto Tango Railway |              |              |              |                         |
| Direction Miyazu    | Ligne Miyazu | Ligne Miyazu | Ligne Miyazu | Direction Nishi-Maizuru |
| Tango-Kanzaki M11   |              | Local        |              | Shisho M09              |